# Romînca, Cotiujeni
Romînca, Cotiujeni a fost o localitate a României Mari, situată în plasa Cotiugenii Mari, județul interbelic Soroca 

## Alte articole
- Județele interbelice ale Regatului României
- Lista județelor și a plășilor din România interbelică
- Plasă